# Parafia Matki Bożej Saletyńskiej w Rzeszowie
Parafia Matki Bożej Saletyńskiej w Rzeszowie – rzymskokatolicka parafia znajdująca się w diecezji rzeszowskiej w dekanacie Rzeszów Południe. Erygowana w 1949. Mieści się przy ulicy Dąbrowskiego.

## Historia
W 1931 roku ks. prał. Julian Łukaszkiewicz zakupił w Rzeszowie przy ul. Dąbrowskiego plac z przeznaczeniem pod budowę zakładu wychowawczego i sierocińca dla chłopców. 13 czerwca 1932 roku ks. dziekan Michał Tokarski poświęcił fundamenty zakładu. W 1936 roku fundator przekazał budynek zakładu Saletynom. W zakładzie otwarto szkołę powszechną dla wychowanków i kaplicę dla wiernych. W latach 1936–1943 dyrektorem zakładu, superiorem placówki zakonnej i rektorem kaplicy był ks. Julian Filoda MS. Podczas wojny Niemcy usunęli Saletynów i zajęli budynek. Pod koniec wojny Saletyni powrócili. 
W latach 1947–1951 istniał nowicjat zakonny. 14 stycznia 1949 roku dekretem bpa Franciszka Bardy została erygowana parafia pw. Matki Bożej Saletyńskiej.  3 lipca 1952 roku Urząd Bezpieczeństwa zajął większość budynku, w którym urządzono Dom Pomocy Społecznej, a także biura różnych urzędów. 6 lipca 1977 roku budynek zwrócono Saletynom. 19 września 1977 roku bp Ignacy Tokarczuk poświęcił kaplicę z figurą Matki Bożej Saletyńskiej. W nocy z 7 na 8 marca 1978 roku miała miejsce próba podpalenia kaplicy. 
W latach 1979–1983 zbudowano murowany kościół parafialny, który 18 grudnia 1983 roku został poświęcony przez bpa Ignacego Tokarczuka. W 1996 roku w kościele wprowadzono wieczystą adorację Najświętszego Sakramentu. 19 września 1999 roku ówczesny ordynariusz rzeszowski bp Kazimierz Górny dokonał konsekracji kościoła. 27 sierpnia 2000 roku bp Kazimierz Górny dokonał koronacji figury Matki Bożej Saletyńskiej i erygował Sanktuarium Matki Bożej Saletyńskiej.

## Proboszczowie
| Lata      | Proboszcz                  |
| --------- | -------------------------- |
| 1949–1952 | ks. Franciszek Czarnik MS  |
| 1952–1967 | ks. Tadeusz Ptak MS        |
| 1967–1973 | ks. Bronisław Młynarski MS |
| 1973–1983 | ks. Adolf Grotkowski MS    |
| 1983–1986 | ks. Edward Cieśla MS       |
| 1986–1988 | ks. Józef Burdaś MS        |
| 1988–1994 | ks. Jan Źrebiec MS         |
| 1994–2000 | ks. Władysław Pasiut MS    |
| 2000–2006 | ks. Bohdan Dutko MS        |
| 2006–2012 | ks. Henryk Przeździecki MS |
| 2012–2018 | ks. Zbigniew Wal MS        |
| 2018–2024 | ks. Wojciech Bober MS      |
| 2024–     | ks. Czesław Hałgas MS      |

## Zasięg parafii
Teren parafii obejmuje ulice:
- Chmaja
- Niedzielskiego
- Dąbrowskiego (20–58, 21–85)
- Dąbrówki
- Hetmańska (43–81, 32–56)
- Krzywoustego
- Piastów
- W. Pola
- Skłodowskiej
- Staszica (12–20, 17–31)
- Żwirki i Wigury